# Budynek teatru im. Wilama Horzycy w Toruniu
Budynek teatru im. Wilama Horzycy w Toruniu – budynek teatru znajdujący się przy placu Teatralnym 1 w Toruniu.

## Architektura
Budynek teatru (ówcześnie Teatru Miejskiego) oddano uroczyście do użytku 30 września 1904 roku. Zastąpił on gmach teatralny stojący niegdyś przy Rynku Staromiejskim. Nowy budynek został zaprojektowany przez znaną wówczas w całej Europie spółkę architektów wiedeńskich – Fellner & Helmer (twórców projektów budynków teatralnych m.in.: w Wiedniu, Augsburgu, Czerniowcach, Zagrzebiu, Budapeszcie, Segedynie, Cluju, Cieszynie, oraz opery w Odessie). Początkowo widownia mogła pomieścić ok. 900 osób, w ciągu stu lat poddano ją jednak wielu korektom (lata 1934, 1956, 2000). W latach 1941–1942 uproszczono także fasadę utrzymaną w duchu eklektyzmu z elementami secesji (usunięto m.in. figury orłów wieńczących pylony flankujące ryzalit elewacji głównej, uproszczono detal). Przed budynkiem stoją odsłonięte w roku 1909 posągi muz – Melpomeny i Terpsychory autorstwa Ernsta Hertera.
W 2003 roku Teatr przeszedł gruntowny remont zarówno sceny, jak i widowni. Na przełomie 2020 i 2021 roku obiekt ponownie wyremontowano.
Budynek teatru figuruje w gminnej ewidencji zabytków (nr 180).

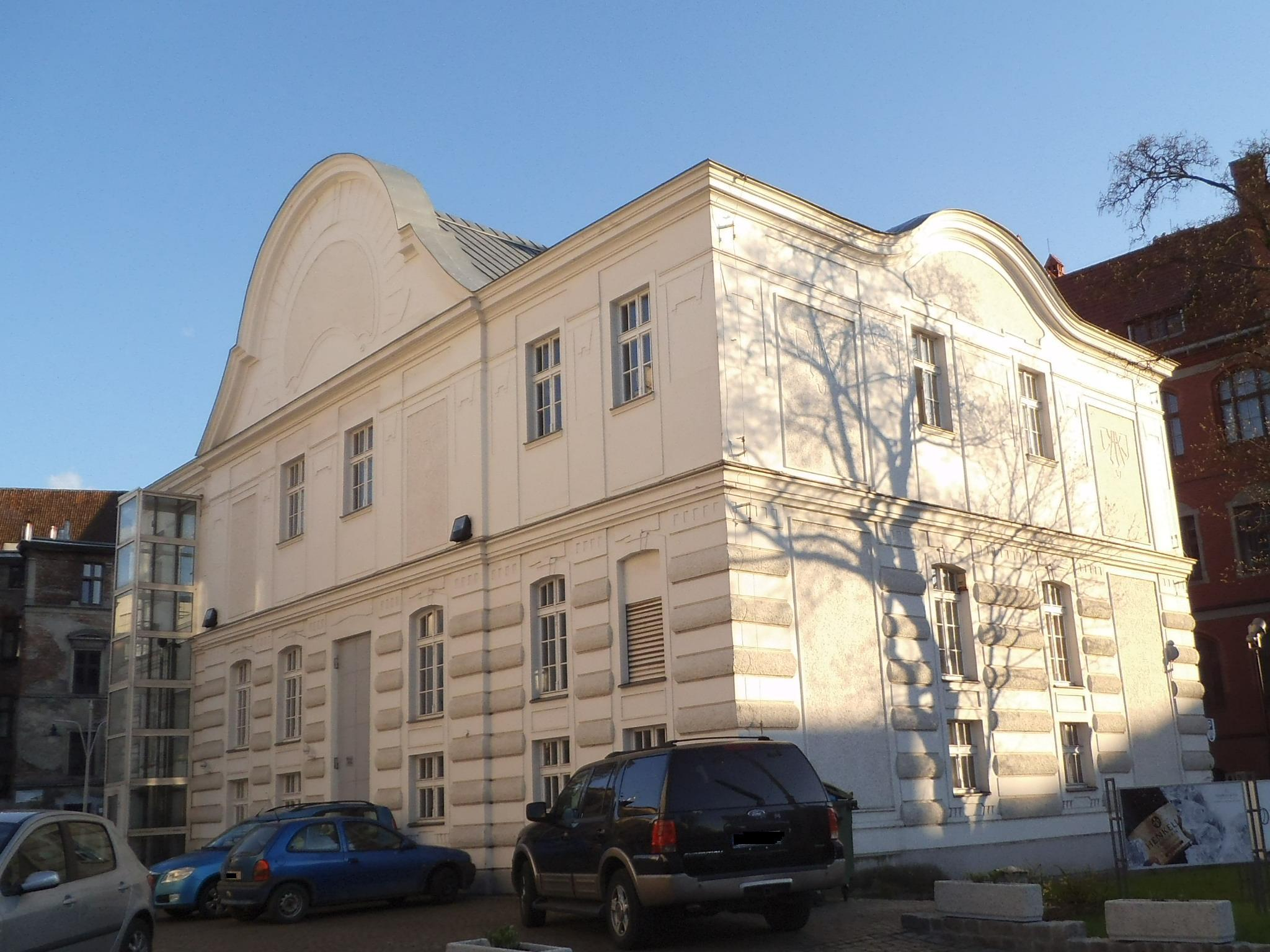
Budynek Sceny na Zapleczu widziany od ul. Wały gen. Sikorskiego

## Scena na Zapleczu
W 1988 roku oddano do użytku budynek zaplecza z małą sceną, zrealizowany według projektu toruńskiego architekta Czesława Sobocińskiego.